# Oullins
Oullins – miejscowość i gmina we Francji, w regionie Owernia-Rodan-Alpy, w departamencie Rodan.
Według danych na rok 1990 gminę zamieszkiwało 26 129 osób, a gęstość zaludnienia wynosiła 5938 osób/km² (wśród 2880 gmin regionu Rodan-Alpy Oullins plasuje się na 26. miejscu pod względem liczby ludności, natomiast pod względem powierzchni na miejscu 1562.).

## Galeria

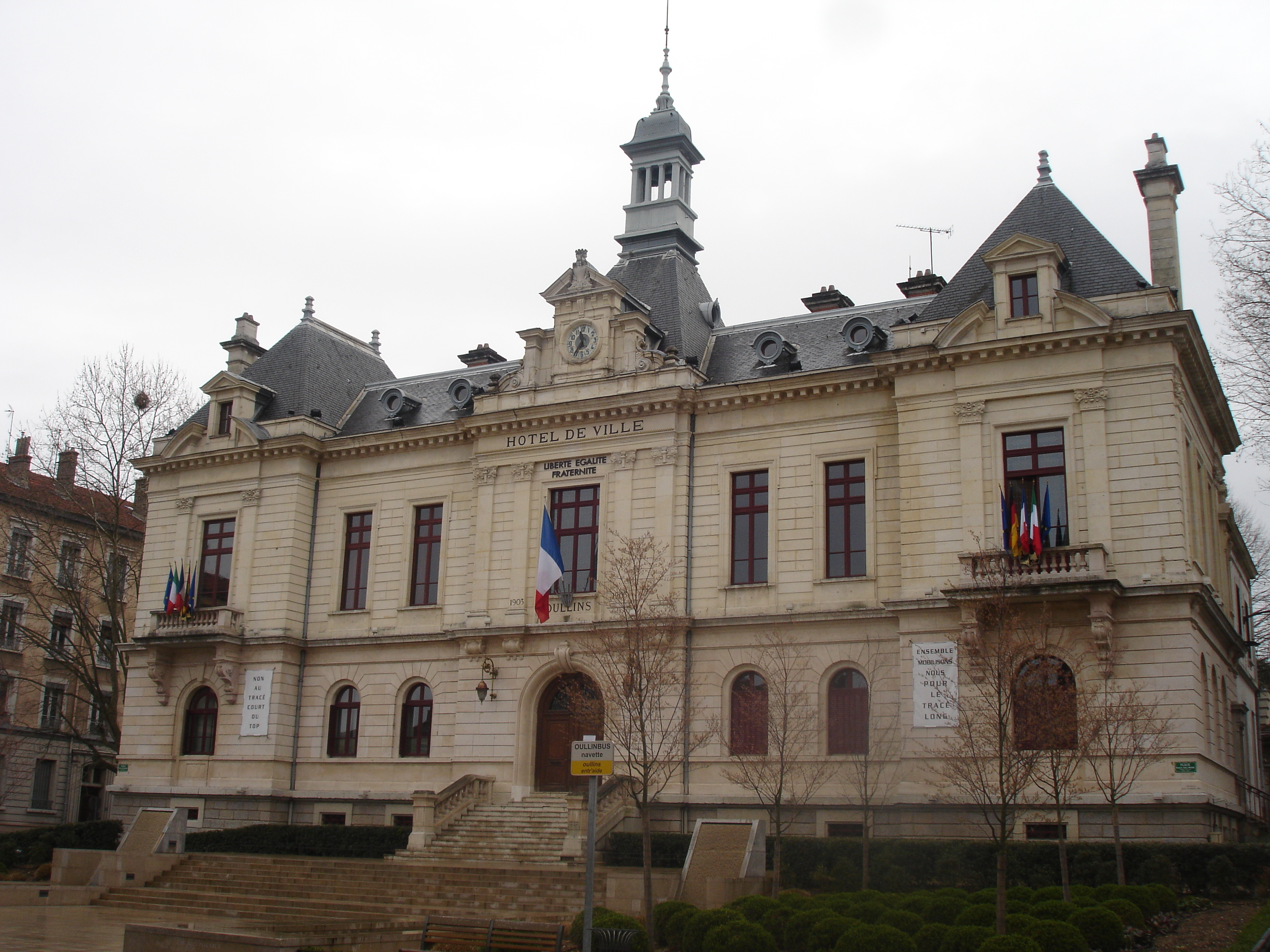
Ratusz w Oullins, 2010
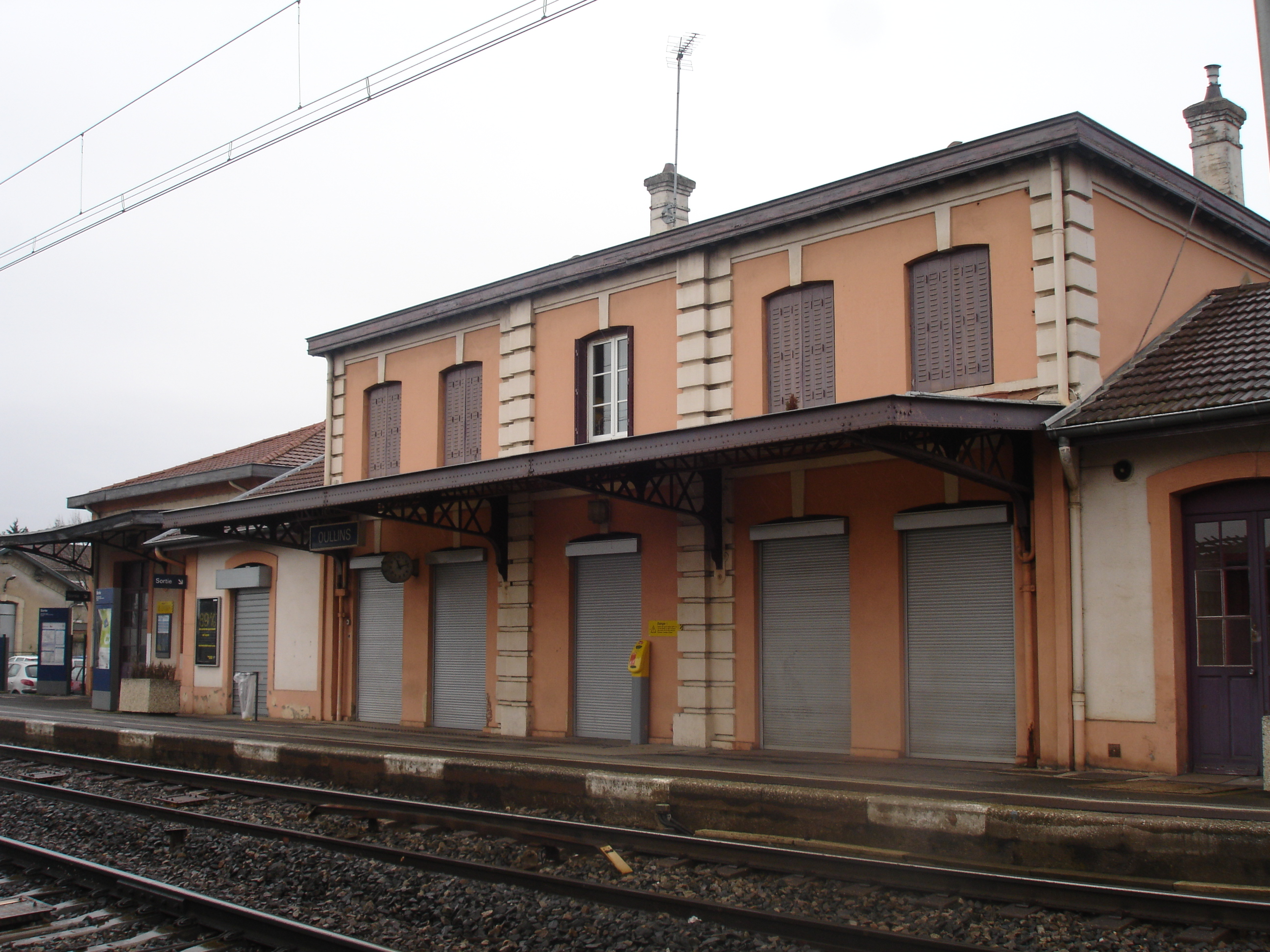
Dworzec kolejowy w Oullins, 2010
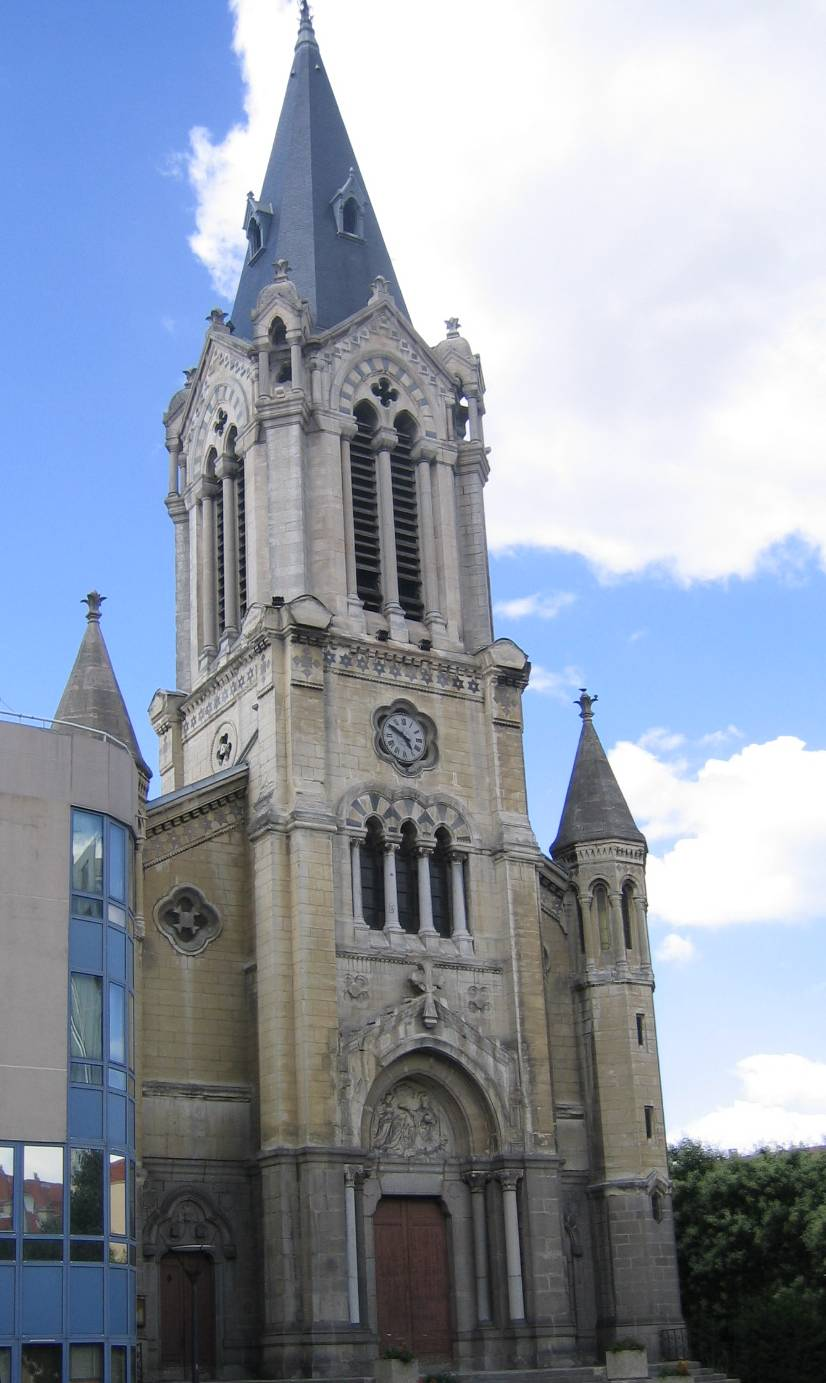
Kościół w Oullins, 2005